# Blokdiagram

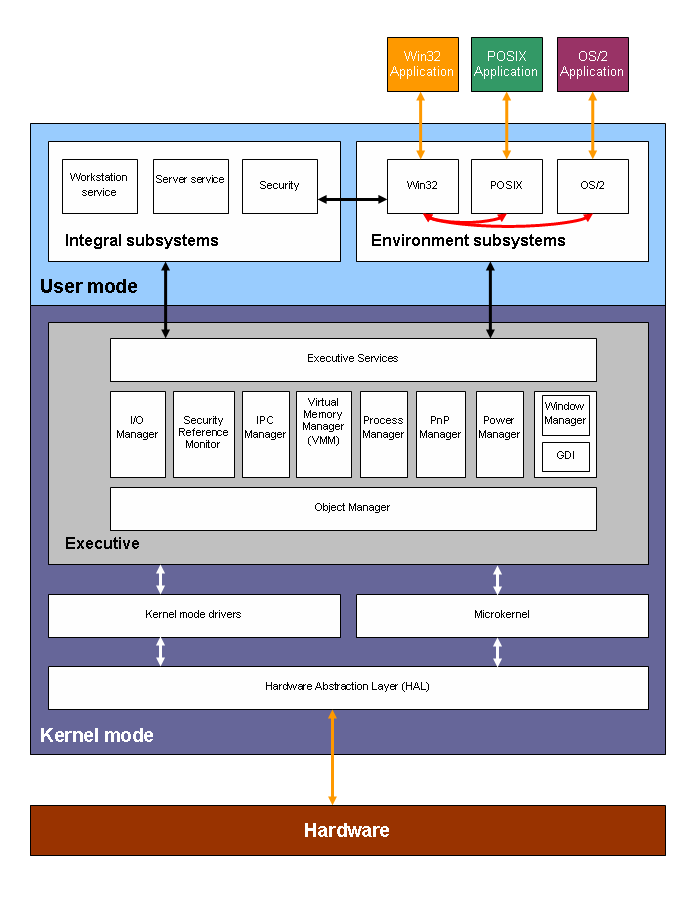
Blokdiagram van het besturingssysteem van Windows 2000

Met blokdiagram of blokschema wordt gewoonlijk een diagram aangeduid als model of representatie van een proces, een systeem of een toestand, waarin de belangrijkste functies voorgesteld worden door rechthoekige blokken die onderling door lijnen en pijlen verbonden zijn, om de onderlinge relaties aan te geven. Een organisatieschema geeft bijvoorbeeld de organisatie van een onderneming in een blokschema weer.
In de geografie wordt er een ander type diagram mee bedoeld.

## In de techniek
In de techniek worden blokdiagrammen veelvuldig gebruikt in de modelvorming van technische systemen en in het ontwerp van besturingsconcepten, hardware en software.

## In de geografie

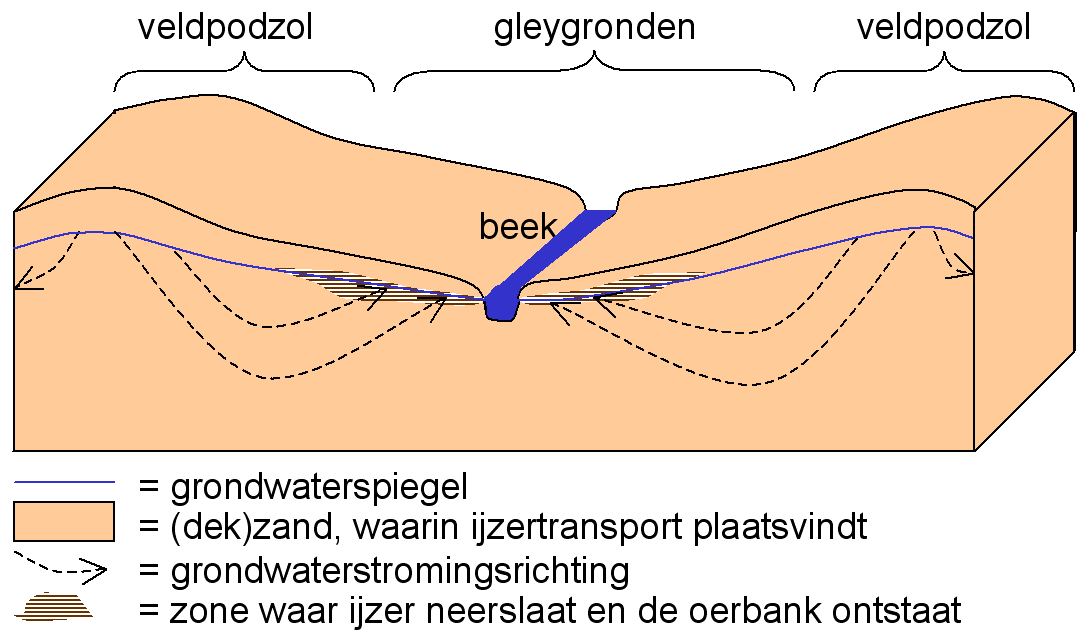
Het ontstaan van een oerbank als gevolg van ijzertransport door grondwater tussen (dek)zandkorrels. Dit proces vindt met name plaats in de beekdalgronden van Oost-Nederland, tussen de vele dekzandruggen.

In de geografie is een blokdiagram een grafische weergave van een landschap vanuit een bepaald perspectief.
De geografische werkelijkheid (met name de verhouding tussen de hoogteas (z-as) en de x- en y-as) kunnen hierbij omwille van de duidelijkheid geweld aan worden gedaan.
Meestal gaat het er om zowel het reliëf als een doorsnede van de ondergrond goed in beeld te krijgen. Sommige blokdiagrammen zijn schematisch van opzet en geografisch niet correct, zoals het voorbeeld hiernaast.